# 张哲华
张哲华（1993年10月6日—），中国大陆男演员，辽宁鞍山人，毕业于中央戏剧学院。2014年，他参加喜剧节目《超级笑星》第二季。后主演《彩虹营业厅》、《来福大酒店》、《凡人歌》、《半熟男女》等影视作品。